# Кучинский, Пауль
Пауль Кучинский (нем. Paul Kuczynski, пол. Paweł Kuczyński; 10 ноября 1846, Щецин—21 октября 1897) — немецкий композитор родом из польских евреев.

## Биография
Родился в семье банкира Луи Кучинского, принадлежавшего к разветвлённому семейству еврейских предпринимателей из Познани, во второй половине XIX века обосновавшемуся в Берлине; отпрысками этого же семейства были экономист Рене Кучинский (и его дети, советские разведчики) и президент Перу Педро Пабло Кучински. Он изучал экономику и право в Гейдельбергском университете и в Берлине, одновременно занимаясь музыкой под руководством Ганса фон Бюлова и Фридриха Киля. По утверждению Я. Зелинского, Кучиньский сразу обратил на себя внимание «превосходными оркестровыми и хоровыми произведениями», был дружен с Листом, Вагнером и Адольфом Йенсеном, причём последний посвятил помолвке Кучинского произведение «Hochzeitmusik» («Свадебная музыка»). Известность как композитору Кучинскому принесла кантата «Ариадна», исполненная впервые в марте 1880 года в Берлине. Значительная часть вокальных произведений Кучинского написана на собственные тексты; положил также на музыку 14 стихотворений Генриха Гейне.
Посмертно опубликована книга «Переживания и размышления. Стихи для музыкальных произведений» (нем. Erlebnisse Und Gedanken; Dichtungen Zu Musikwerken; 1898). После смерти Кучинского его вдова Элиза основала Фонд Павла Кучинского для поддержки молодых писателей и композиторов; фонд выплачивал стипендии вплоть до 1920 года. Грант этого фонда получил, в частности, Эдгар Варез по рекомендации Ферруччо Бузони.

## Произведения
- Gesang des Turmwächters (Песнь дозорного) (из оперы «Magrita»)
- Fahrt zum Licht (Путешествие к свету)
- Gesang an die Ruhe (Колыбельная)
- Totenklage (Погребальный плач)
- Geschenke der Genien (Дары гениев)
- Neujahrsgesang (Новогодняя песня)
- Bergpredigt (Нагорная проповедь) (для баритона, хора и оркестра)
- фортепьянные пьесы: Humoreske (Юмореска), Karnevalswalzer (Карнавальный вальс), Intermezzo (Интермеццо или Забавный эпизод), Phantasiestück (Пьеса-фантазия) и др.
- Rhapsodie für eine Alt-Stimme (Рапсодия для альта)[7]